# القمة العربية 2004 (تونس)
القمة العربية 2004 عقدت يومي 29 30 مارس 2004م، وأكد القادة العرب فيها تمسكهم بالإصلاح باعتمادهم «وثيقة الإصلاح» وبالعمل العربي المشترك باعتماد «وثيقة العهد والوفاق» التي قدمتها السعودية و«إعلان تونس». كما اتفقوا على ادخال تعديلات على ميثاق الجامعة العربية للمرة الأولى منذ عام 1945.